# Вольта (завод)
Заво́д «Во́льта» (эст. Volta tehas) — одно из крупнейших машиностроительных предприятий времён Эстонской ССР, которое специализировалось на выпуске электродвигателей разных типов. Основано во времена Российской империи. Цеха завода были расположены в Таллине на улице Тёэстузе; филиал завода работал в деревне Тюри-Аллику.

## История

### Основание завода

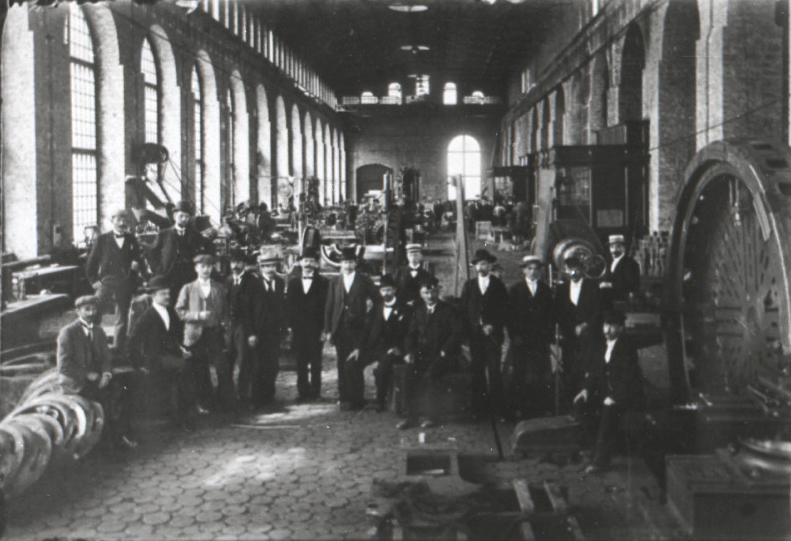
Вид на монтажный цех завода «Вольта» в главном здании, 1903 год

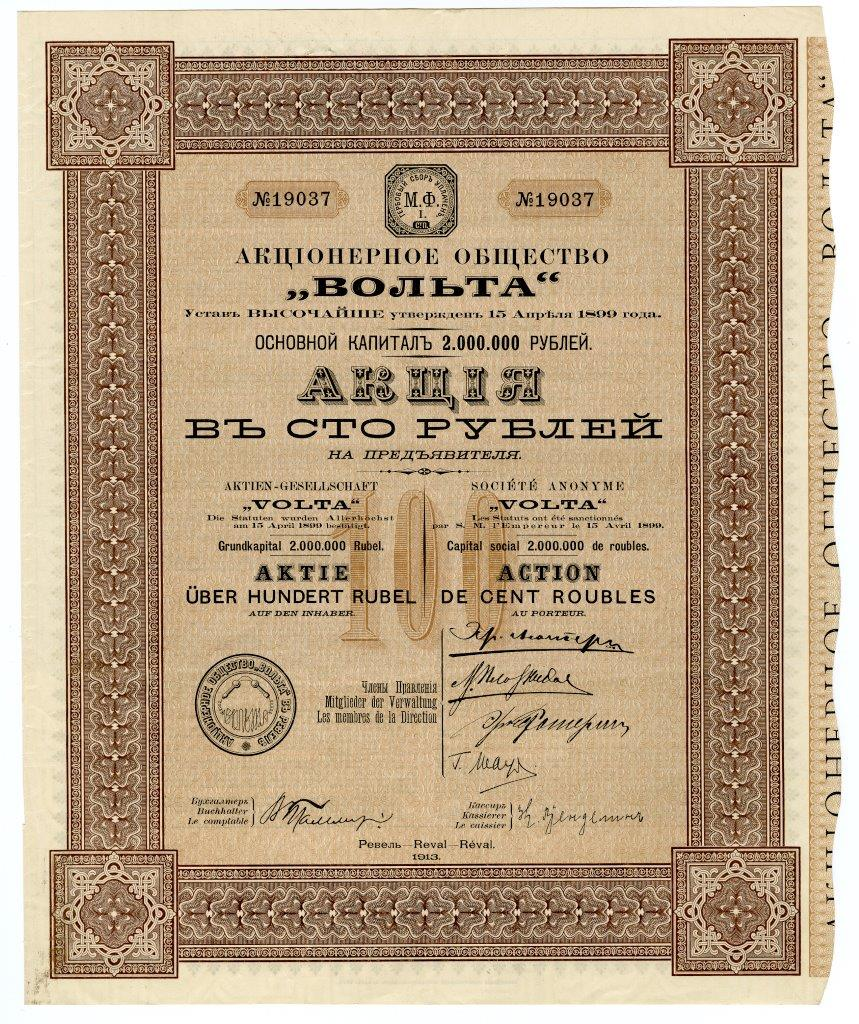
Акция АО «Вольта», 1913 год

Завод «Вольта» был основан в Ревеле во времена Российской империи 15 апреля 1899 года как Акционерное общество «Вольта» c основным капиталом в 2 миллиона рублей, пайщиками которого были представители семейств крупных ревельских фабрикантов — балтийские немцы Карл Лютер и Христиан Лютер, а также другие капиталисты, в частности, Жирар-де-Сукантон, Кристиан-Бертольд Роттерманн, Розен, Ингманн и бывший в частичном владении немецкой компании «AEG» Рижский коммерческий банк. Акционерное общество приобрело земельный участок в ревельском пригороде Копли (ныне микрорайон Каламая) и приступило к строительству завода, получившего своё название по имени итальянского физика и одного из основоположников учения об электричестве Алессандро Вольта. Завод начал работать 5 января 1900 года. Для общего руководства был приглашён инженер Конрад Шиндлер из Швейцарии. Научные консультации осуществлялись доцентом Рижского политехнического института Энгельбертом Арнольдом.
Производство было организовано на высоком техническом уровне. Завод обладал первым в регионе электрическим молотом. У «Вольта» сложились прочные связи со многими заводами Российской империи. Железо поступало с Путиловского, Южно-Русского и уральских заводов, в том числе и с Демидовского, железные и медные трубы — с Петербургского и Варшавского трубопрокатных заводов, стальное литьё — с Брянского завода. Чугунное литьё поставляли ревельские заводы.
Однако начало деятельности завода совпало с началом мирового экономического кризиса (1900-1903 гг). Новое производство осваивалось с трудом. В результате в первые годы своего существования завод был занят не столько массовым изготовлением электрических машин, сколько различными установками и проводкой электричества как для промышленных целей, так и для освещения, часто монтировались заграничные агрегаты. К тому же деятельность завода протекала в жестокой конкурентной борьбе с германскими электромашиностроительными заводами AEG и с более мощными российскими заводами, такими как «Сименс и Гальске», «Дюфлон, Константинович и Ко» в Петербурге, «Унион» в Риге. Кроме того, одновременно с заводом «Вольта» строился большой электротехнический завод в Москве (ныне ОАО Акционерная электротехническая компания «Динамо»).
В 1901 году заведующим заводом стал балтийский немец Эдвин Генкель.

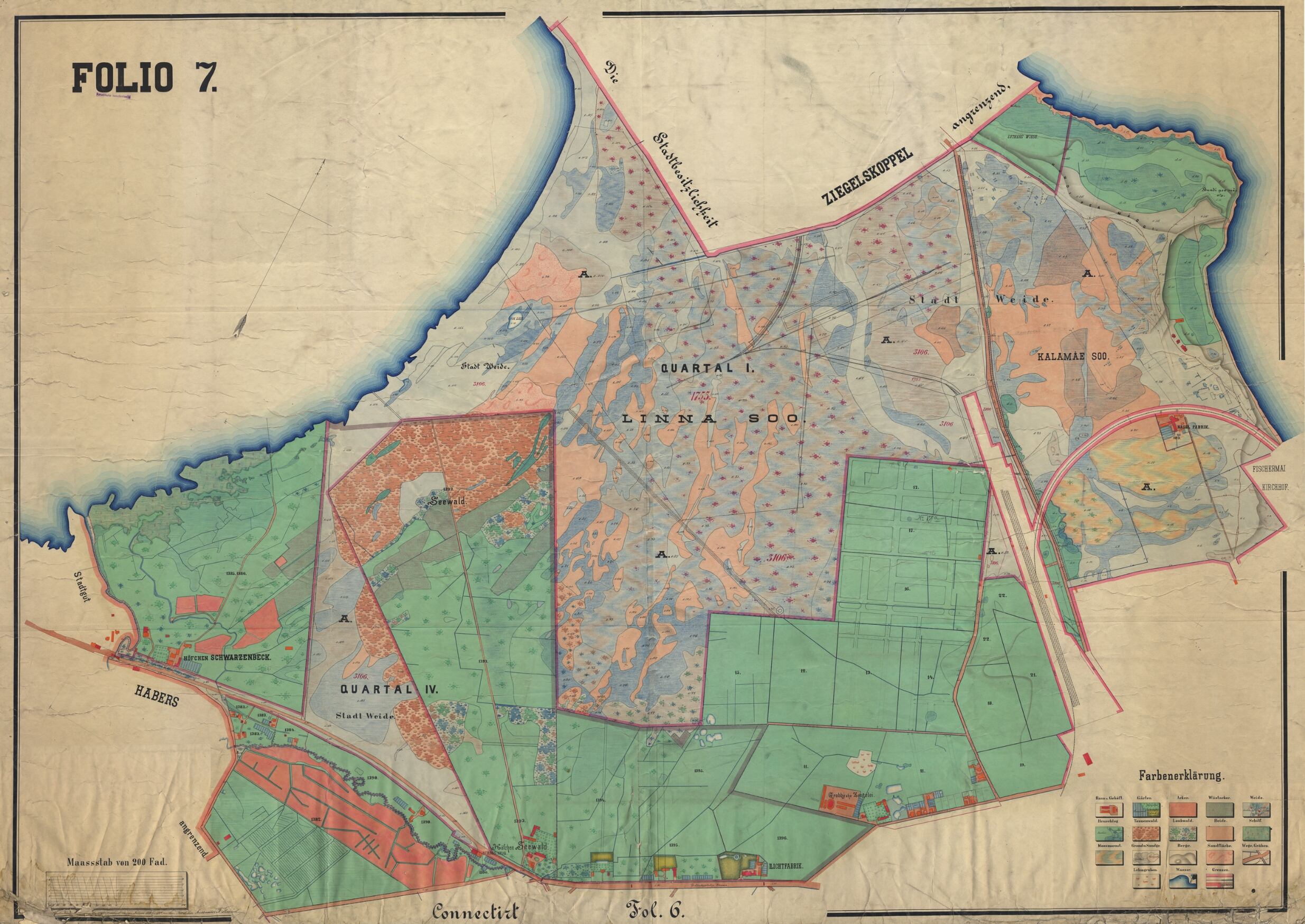
Карта части современного района Пыхья-Таллинн (1880—1882 гг.). Справа — болото Каламяэ, место будущего завода «Вольта»

Все работы по строительству завода, предусмотренные утверждённым проектом, были закончены к 1 мая 1901 года. До начала строительства завода на его территории располагалось болото Каламяэ (эст. Kalamäe soo). Завод занял большую территорию — около 10 гектаров. Только вдоль Болотной улицы (ныне ул. Тёэстузе, в переводе с эстонского — Промышленная) заводская стена протянулась почти на 340 метров. Сюда же выходил фасад главного здания, на втором этаже которого были расположены административные помещения, техническая контора и хорошо оборудованный чертёжный зал. На первом этаже размещался склад материалов и готовой продукции. В 1913 году построенная заводом «Вольта» Центральная электростанция дала первый свет на улицы Таллина. Для дальнейшего расширения завода был куплен участок земли вдоль железнодорожной линии, ранее принадлежавший винокуренному заводу «Розен и Ко». В 1914 году был введён в эксплуатацию литейный цех.
В 1907–1909 годах завод начал осваивать производство генераторов и электромоторов постоянного и переменного тока мощностью от 1 до 300 лошадиных сил, электромоторов переменного тока на шарикоподшипниках. Завод выпускал также пускатели, регуляторы, распределительные щиты, подъёмные краны. Самым крупным заказом этого периода были четыре динамомашины для Днепровского завода, каждая мощностью в 2000 лошадиных сил. С 1910 года в большом количестве изготовлялись каскадные преобразователи. Делались они исключительно по расчётам и чертежам завода. Кроме завода «Вольта», нигде в Российской империи такие преобразователи не выпускались. Только на «Вольта» производились и быстроходные машины переменного тока мощностью до 1200 лошадиных сил при 3000 оборотах в минуту. Выпускались также быстроходные динамомашины постоянного тока для паровых турбин производительностью до 3500 ампер при 750 оборотах. Завод выполнял заказы на оборудование железнодорожных вагонов машинами и приборами для освещения, на электрооборудование подводных лодок, системы управления рулевыми механизмами для различных судов вплоть до дредноутов. Был освоен выпуск быстроходных динамо-машин с паровыми турбинами для боевых судов. Большое количество заказов было выполнено для нужд ткацкой промышленности.

#### Условия труда на предприятии

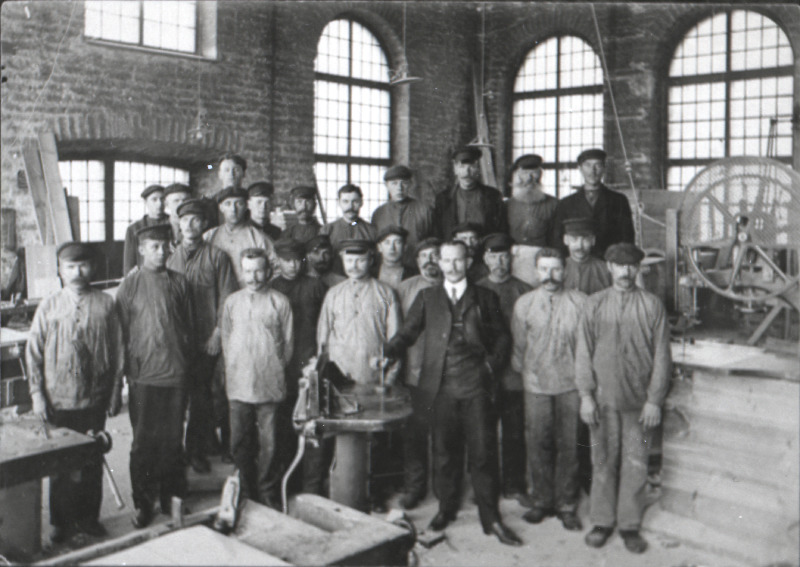
Работники модельного цеха завода «Вольта», 1903 год

В 1901–1903 годах (в целом около года) на заводе «Вольта» работал слесарем высланный правительством в Ревель российский революционер Михаил Иванович Калинин.
По воспоминаниям Калина, при общем тяжёлом положении рабочих по всей Российской империи положение рабочих завода «Вольта» было хуже, чем на некоторых других предприятиях. Если, например, на электротехническом заводе «Динамо» в Москве рабочий день продолжался с половины восьмого утра до семи вечера с часовым перерывом на обед, то есть длился 9 с половиной часов, то вольтовцы работали с семи утра до семи вечера с часовым перерывом на обед, то есть 11 часов. Кочегары же и машинисты должны были являться на работу летом за час, а зимой за полтора часа до начала работы завода и заканчивать на полчаса позже остальных рабочих. Кроме того, на «Вольта» широко практиковались «удлинённые рабочие дни», когда рабочие трудились по 14–15 часов в сутки.
Над рабочими, кроме того, постоянно висела угроза вообще лишиться работы. Широко практиковался приём рабочих на временную работу, то есть на срок выполнения определённого заказа. Интересную картину рисуют следующие данные: к марту 1904 года на заводе работали 267 рабочих, но из них более четырёх лет работали всего 7 человек.
Промышленный кризис и русско-японская война привели к развитию революционной ситуации в Российской империи. Волнения нарастали. Начавшиеся в первых числах января 1905 года стачки рабочих Петербурга привели в движение и эстонский пролетариат. Ревельский комитет РСДРП начал подготовку к выступлению рабочих в поддержку пролетариата столицы.
Расстрел рабочих 9 января явился сигналом к началу революции. 11 января из рук в руки среди ревельского пролетариата пошла листовка: «Требуйте братцы 8(восьми)-часовой работы, как наши братья в Питере. Теперь время, где мы можем единогласно требовать этого. Вперёд братцы». Утром 12 января в Ревеле началась всеобщая забастовка. Первыми забастовали рабочие крупнейшего завода города — «Двигателя». К ним сразу же присоединились рабочие завода «Вольта» и многих других предприятий. Были выработаны и вручены губернатору предъявленные предпринимателям требования: установление 8-часового рабочего дня, твёрдой заработной платы, определённого пособия при несчастных случаях и болезни, введения двойной оплаты за сверхурочные работы и т. д.
22 января на завод «Вольта» приехал губернатор Эстляндии Алексей Велерьянович Бельгард. Он уговаривал и рабочих и администрацию пойти на уступки друг другу. Рабочие согласились возобновить работу только после того, как с заводской территории были выведены войска. Однако остальные требования рабочих не были удовлетворены. Для новой забастовки сил не хватило, и 25 января работа на заводах Ревеля возобновилась. 17 февраля 1905 года началась новая, более мощная стачка. Первые положительные результаты стачечной борьбы были достигнуты на заводах «Двигатель» и «Франц Крулль»: продолжительность рабочего дня на заводе Франца Крулля была сокращена с одиннадцати до десяти часов, а на «Двигателе» — даже до девяти часов. Вольтовским рабочим приходилось особенно упорно бороться за свои права: главные акционеры завода Лютеры упорно противились выполнять их требования и делали лишь самые небольшие уступки.
11 декабря 1905 года в столовой завода «Вольта», обычном месте сбора заводских рабочих, состоялось конспиративное совещание представителей ревельских революционных рабочих и делегатов от крестьян. На совещании обсуждался вопрос организации восстания в деревне, которое могло отвлечь из Ревеля войска и тем помочь восставшим рабочим овладеть городом. Руководил совещанием большевик Ханс Пегельман. Нагрянула полиция, и свыше двадцати участников совещания было арестовано.
Правление акционерного общества «Вольта» объявило, что с 17 декабря 1905 года завод закрывается и все рабочие будут уволены. Однако 10 января 1906 года работа на заводе возобновилась, но к работе были допущены только 300 рабочих из 464, работавших там до начала стачки.

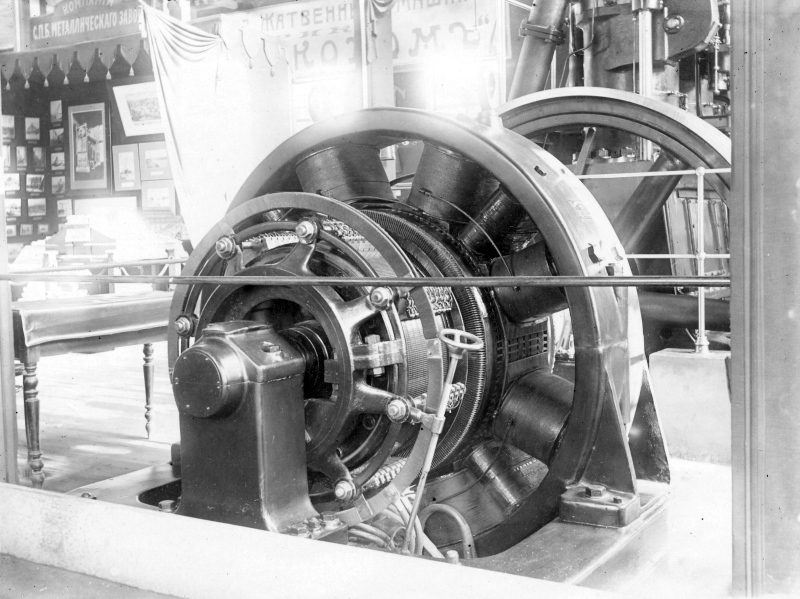
Динамомашина завода «Вольта» на Южно-Российской промышленно-торговой выставке в Екатеринославле, 1910 год

Летом 1906 года рабочие машиностроительных предприятий Ревеля объединились в Союз металлистов. Ведущая роль в этом принадлежала вольтовцам. К осени 1906 года группа членов союза на заводе достигла 109 человек — это был самый большой заводской профсоюзный отряд по отношению к общему количеству рабочих завода.

### В период Первой мировой войны
Накануне Первой мировой войны на «Вольта» работало 14 инженеров, 10 техников и 840 рабочих (из них 47 женщин и 198 подростков). В 1917 году численность рабочих составила 1300 человек. Никакого жилья для рабочих у завода не было. Квартиры предоставлялись только некоторым работникам администрации. Рабочим приходилось искать жильё в частных домах. Как правило, это были однокомнатные квартиры с кухней в деревянных домах. Квартирная плата отнимала до одной трети заработка, так что даже семейные, в связи с дороговизной жилья, вынуждены были сдавать углы одиноким рабочим. В среднем заработок рабочих не превышал 30-35 рублей в месяц, чернорабочие получали в два раза меньше, что даже специальной комиссией Ревельской городской думы было признано «крайне недостаточным».

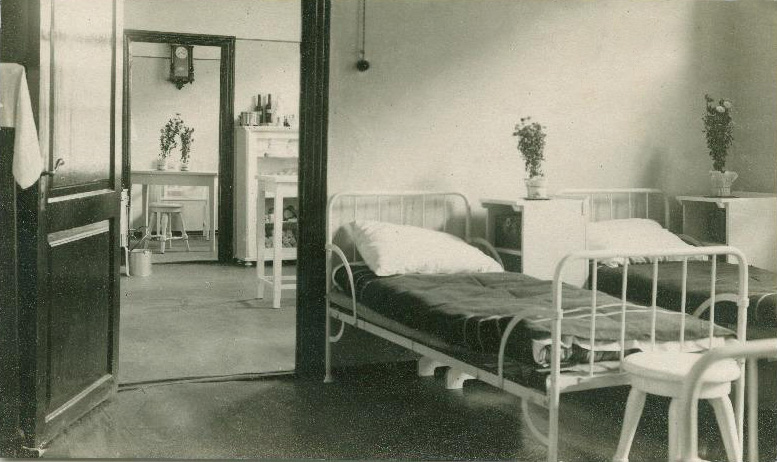
Лазарет завода, построенный на средства рабочих. 1914 год

В 1913 году директором завода стал его первый русский акционер Михаил Плотников, инициатор строительства по соседству с «Вольта» судостроительного завода АО «Ноблесснер». За ним появились и другие акционеры не немецкой национальности: Г. Гальперин, А. Гуковский, В. Романов. Путём взаимного обмена акциями произошло фактическое объединение обоих предприятий и «Вольта» по существу превратился в дочернее предприятие «Ноблесснера». Плотникову удалось получить львиную долю заказов на строительство подводных лодок, все работы по электрооборудованию которых были поручены заводу «Вольта».
В 1915 году на заводе «Вольта» начал свою трудовую деятельность эстонский революционер, политик и писатель, первый председатель Совета Народных Комиссаров Эстонской ССР Йоханнес Лауристин.
В ответ на масштабную забастовку рабочих, начавшуюся 31 июля 1917 года, владельцы завода решили немедленно расправиться с бастующими: 3 августа был объявлен расчёт рабочим, 4 августа рассчитали служащих. 25 августа фабриканты под видом эвакуации завода начали саботаж промышленного производства. Имущество завода направлялось в четыре разных пункта: оборудование, инструменты и полуфабрикаты — в Пермь, готовая продукция и сырьё — в Москву, Петроград и Харьков. На работах, связанных с эвакуацией, было занято всего 340 рабочих и 65 служащих. К октябрю 1917 года было эвакуировано и демонтировано 90 процентов оборудования и эвакуировано около 95 процентов готовых изделий и сырья.
Во время занятия Ревеля войсками Германии 25 февраля 1918 года заводские корпуса простаивали, а помещения занимали то госпитали, то немецкие войска. Рабочий комитет завода создал контрольную комиссию для проверки и ревизии его складов. Эвакуировавшееся руководство завода начало поиск места, где можно было бы возобновить деятельность завода. На базе вывезенного оборудования завода «Вольта» возведение нового электромеханического завода началось в уральском посёлке Баранчинский (ныне — ЗАО «Баранчинский электромеханический завод имени Калинина»).

### Во времена Первой Эстонской республики

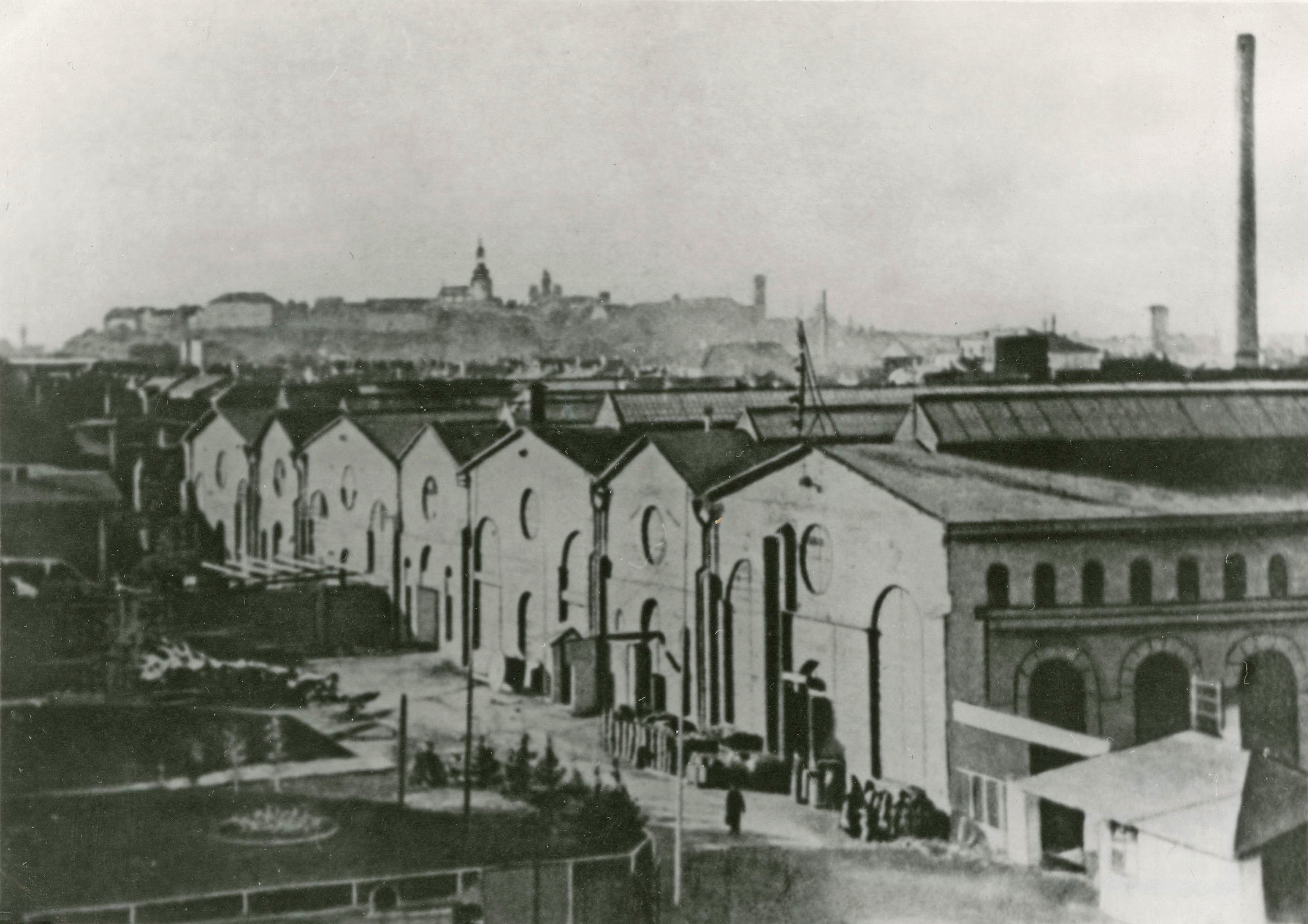
Здания завода «Вольта», 1936 год

После обретения Эстонией независимости было принято решение о распродаже заводского имущества, которое продлилось до 1925 года. К этому времени на заводе работал только 71 человек, из них — 41 рабочий. Значительную часть заводских помещений сдали в аренду мелким предприятиям. Постепенно здесь разместились мыловаренный завод «Фейваль», шоколадная фабрика «Каве» («Kawe»), суконная фабрика «Кейла» («Keila»). Здесь разместился даже теннисный холл, а административное здание было сдано Управлению железной дороги.
С 1926 года начался процесс перехода завода в собственность Эстонского электромашиностроительного акционерного общества и ликвидация акционерного общества «Вольта». Но как только процесс ликвидации завершился, а это произошло только в 1935 году, Эстонское электромашиностроительное акционерное общество стало называться «Акционерное общество заводов Вольта» (эст. Aktsiaselts Volta tehased). За пять лет, с 1922 по 1926 год включительно, на заводе было изготовлено около 1400 различных электромашин, из них 400 в 1926 году.
В начале 1939 года численность рабочих завода составила 244 человека. В 1939 году «Вольта» дал самый высокий выпуск продукции за весь период Первой Эстонской республики. После этого опять началось сокращение численности работающих и падение производства.

### В 1940–1944 годах
После подписания в 1939 году секретного договора между Третьим рейхом и СССР, по которому Эстония определялась как сфера влияния СССР, последовало присоединение Эстонии к Советскому Союзу. А уже в ноябре 1940 года завод «Вольта» перешёл в ведение Наркомата электростанций и электропромышленности СССР. На завод стали завозить новое оборудование, техническую документацию на новые типы электромоторов. Для ознакомления с организацией производства на ленинградский завод «Электросила» был командирован один из ведущих конструкторов завода Рудольф Брухлин. Всё это дало возможность к весне 1941 года несколько переоборудовать завод и наладить серийное производство электромоторов промышленного типа мощностью 7,5 и 10 кВт с комплектующей аппаратурой. Однако обеспечить выполнение плановых заданий удалось не сразу. Были известные трудности и с планированием. Однако общий выпуск электромоторов в последний месяц второго квартала достиг 500 штук. В ходе второй мировой войны началась эвакуация оборудования завода. Всего было эвакуировано материальных ценностей на 1 миллион 400 тысяч рублей. То, что невозможно было вывезти, рассредоточили по мелким предприятиям. Однако большая часть оборудования завода погибла — была потоплена в Финском заливе немецкими подводными лодками.
Оккупировав Эстонию, немецкое руководство попыталось использовать завод «Вольта», приспособив его к выпуску газогенераторов для автомобилей. Было завезено оборудование, собраны оставшиеся в Таллине вольтовцы, присланы военнопленные. Однако, ещё не наладив как следует производство газогенераторов, в 1943 году завод передали Гамбургской фирме «Ханса-Верке», и он стал называться Ханса моторенфабрик «Верк Вольта». Производство газогенераторов прекратилось, и завод начали оборудовать под производство специальных умформеров для нужд немецкого флота. Причём, как литьё, так и все полуфабрикаты привозились из Германии. На заводе по существу велась лишь сборка машин. В 1944 году перед отступлением из Таллина немцы предприняли попытку уничтожить завод, но эти действия сорвали советские подпольщики и рабочие завода, которые оказали вооружённое сопротивление.

### В 1945–1954 годах
Три года войны нанесли большой ущерб заводу «Вольта». Завод не имел теперь таких цехов, как литейный и инструментальный. Большинство заводских корпусов занимали всевозможные мелкие предприятия.
Государство выделило заводу 5 млн рублей на капитальное строительство.
В декабре 1945 года выпуск электродвигателей достиг опять 500 штук в месяц, то есть мощности довоенных месяцев 1941 года. Всего за 1945 год завод выпустил 3289 электродвигателей. 1946 год начался выпуском моторов типа АД. По спущенному заводу Главэлектромашпромом плану началось срочное освоение нового электродвигателя серии «Урал» 4-го и 5-го габаритов. Затем началось освоение крупных электродвигателей серии АМ-13. Как ни старались вольтовцы, но первые два года завод работал с убытками и получал государственную дотацию. В феврале 1948 года стало окончательно известно, что завод первым в СССР будет выпускать нормальные асинхронные моторы мощностью до 100 кВт в количестве 100 тысяч штук в год. Их производство завод наладил в 1949 году. Но перед заводом встала проблема реконструкции. При этом реконструкцию завода предполагалось вести не только не остановив производство, но и увеличивая выпуск продукции. По плану реконструкция должна была закончиться в 1950 году, однако строительство затянулось. Но и то, что было сделано, значительно увеличило производственную площадь завода. В 1948 году были закончены кузнечный корпус, трансформаторная подстанция, восстановлены железнодорожные пути, смонтированы АТС и радиоузлы, сдан в эксплуатацию склад горючих материалов. Оставалось оборудовать корпуса новейшей техникой. Новое оборудование начало поступать на завод с 1949 года.

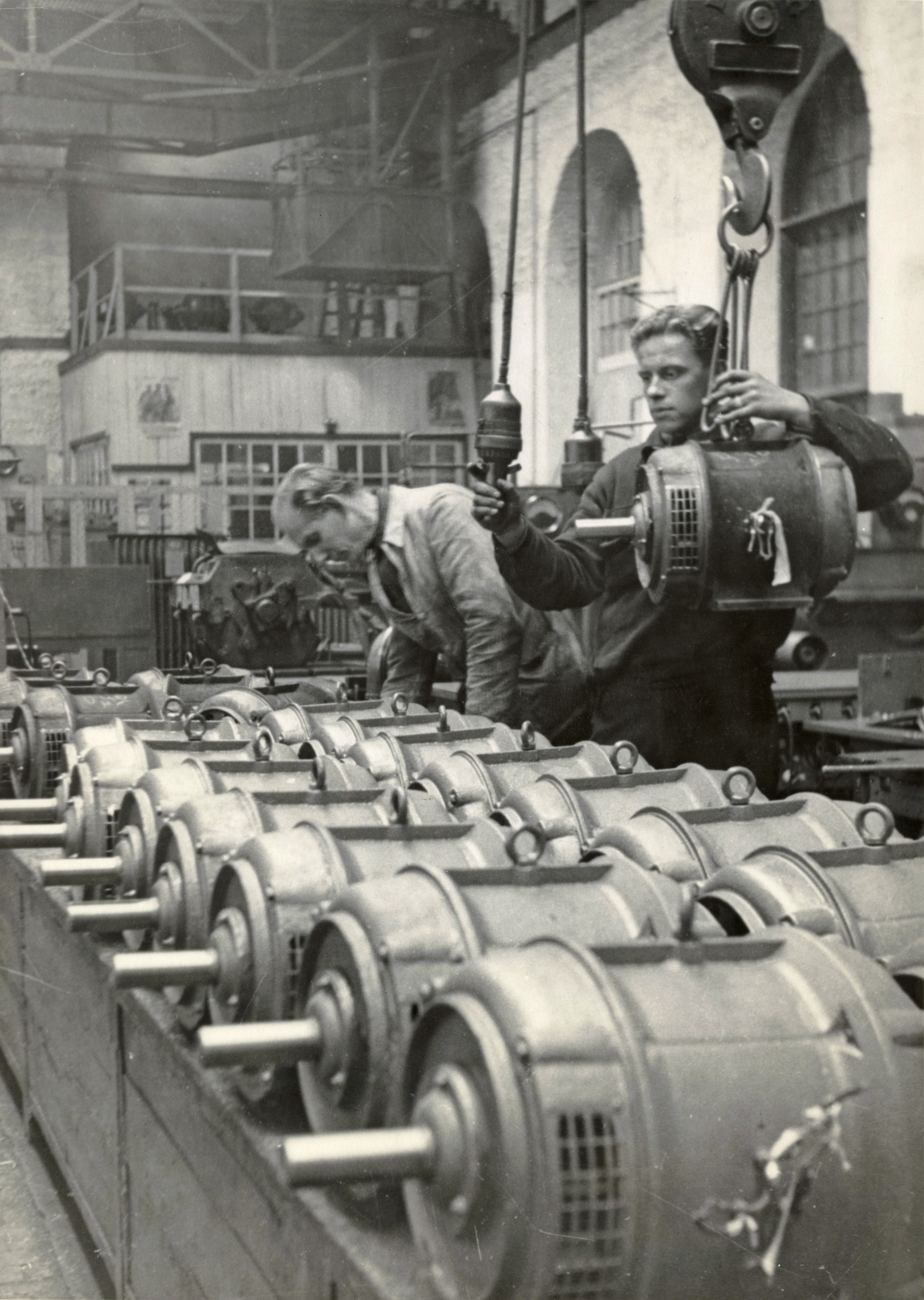
Цех сборки электромоторов, 1948 год

Основным достижением завода было увеличение выпуска продукции с 1946 по 1950 год в 7 раз. Вольтовцами было изготовлено в 1950 году 9,6 процента всех электродвигателей до 100 кВт, выпущенных в Советском Союзе. В 1951 году было закончено освоение всех модификаций единой серии 5-го габарита, а также производство исполнений машин 12-го и 13-го габаритов, в том числе с напряжением на 6000 вольт, а также пусковых реостатов к ним. Наладился выпуск синхронных генераторов. В этом же году завод приступил к исполнению первых заказов для масштабных волжских строек (каскад волжских ГЭС и др.). Увеличилось и количество заказов для сельского хозяйства.
В 1951 году вступила в строй первая в Эстонской ССР автоматическая линия. Было освоено производство крупных электрических машин и электродвигателей для шахт. В 1953 году были сданы в эксплуатацию корпуса цеха нормальных машин и литейного цеха. В 1954 году была выпущена последняя партия крупных моторов в количестве 52 штук и был налажен серийный выпуск электродвигателей 5-го габарита в тельферном и термо-влагостойком исполнении.
Одновременно шёл и сложный процесс формирования заводского коллектива. Если к 1 октября 1944 года на заводе собралось около 60 человек, то к декабрю 1945 года на заводе уже работали 353 человека, из них 218 рабочих и 28 инженерно-технических работников. В 1946 году национальный состав работников завода состоял на 74 % из эстонцев, 19 % были русские и 7 % — представители других национальностей. Если в 1945 году коллектив завода пополнялся за счёт сельской молодёжи из эстонских и русских пограничных деревень, то с 1946 года на завод понемногу начали направляться и выпускники ремесленных училищ. Ещё одним источником пополнения рядов заводского коллектива являлась армия. Первые демобилизованные появились на заводе уже в 1945 году. К 1952 году на заводе работало 187 участников ВОВ, или 12,4 % трудящихся завода. Некоторые простые работы по металлу выполняли по заказу завода заключённые тюрьмы у посёлка Румму.
Однако очень сложной проблемой формирования заводского коллектива были грубые нарушения трудовой дисциплины: прогулы, нерадивое отношение к труду, случаи хищения дорогостоящего инструмента. Самым страшным бичом трудовой дисциплины являлось пьянство. Серьёзность положения побудила в 1949 году руководство завода обратиться от имени коллектива в Калининский районный комитет коммунистической партии со следующим письмом: «Коллектив рабочих, ИТР и служащих завода возбуждает ходатайство о вынесении решения о немедленном закрытии пивных ларьков по Тёэстузе, 31, 40, 42… Необходимость этого вызвана тем, что в районе завода „Вольта“ систематически происходят пьянство, дебош и драки, что в свою очередь нарушает нормальную работу завода и отдых рабочих, большинство которых проживает в упомянутом районе». Стенными газетами, карикатурами, товарищескими внушениями и личным примером ответственного отношения к трудовым обязанностям лучшие работники завода и молодёжные бригады воздействовали на нерадивых.
В 1954 году выпуск продукции превзошёл запланированный: 121 121 электродвигатель мощностью до 100 кВт вместо 100 000. Всего в этом году завод выпустил 133 371 электромотор различных типов и 78 928 электроутюгов.

Завод «Вольта», 1945—1954 годы
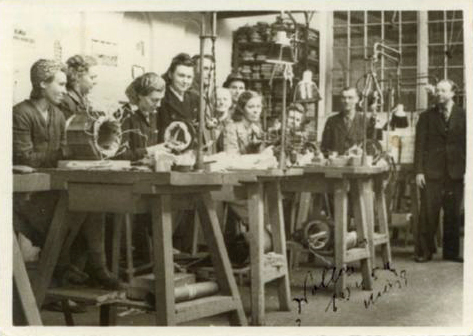
Отдел обмотки. Слева: 2. Эльфрииде Рекка, 6. Элизабет Аннимяги. Справа: 1. Рихо Кукк, 2. Лаазик и мастера-электрики Промшколы № 2. 1945 год
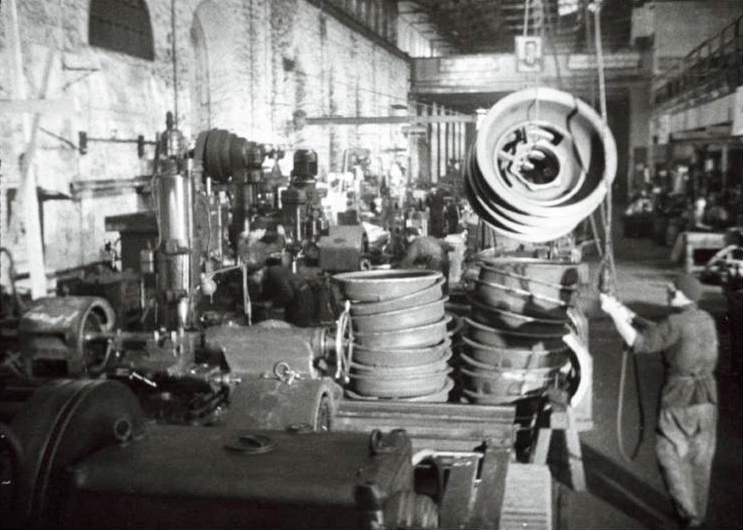
Рабочий процесс в литейном цехе, 1950 год
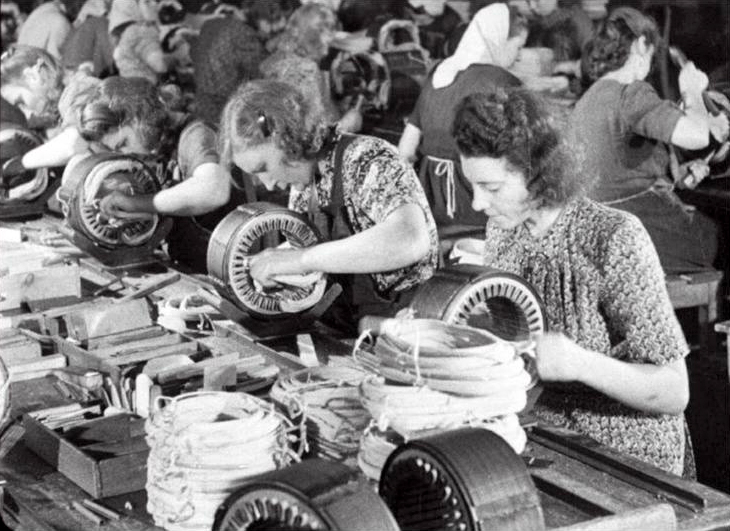
Обмотчицы за работой, 1951 год
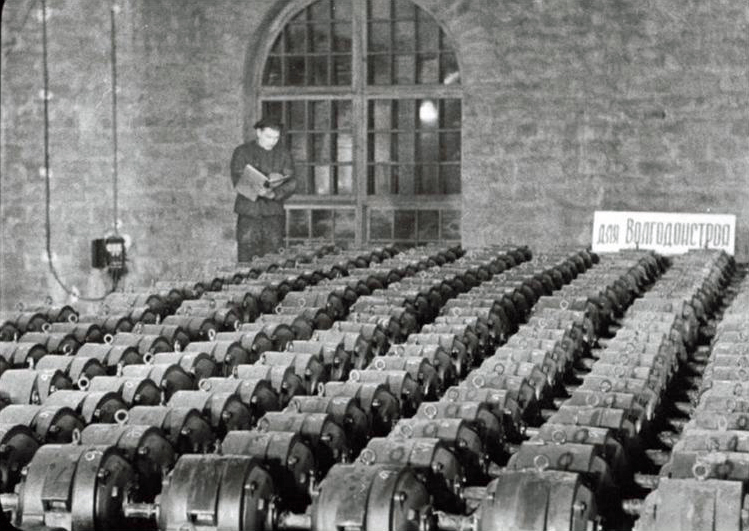
Электромоторы, изготовленные для «Волгодонстроя», 1951 год

### В 1955–1990 годах
Восстановление и последовавшие за ним реконструкции и реорганизации цехов вывели завод «Вольта» в число крупнейших промышленных предприятий Эстонской ССР. Начиная с 1956 года завод стал получать специальные ссуды Государственного банка CССР на затраты, связанные с внедрением новой техники. Постепенно увеличивался выпуск экспортной продукции. В 1956 году завод освоил выпуск электродвигателей типа ТАГ для работы в тропических условиях. В 1957 году завод «Вольта» выпустил около 100 типов электрических машин. В 1959 году выпуск электродвигателей как новой единой всесоюзной серии А и АК 11-го габарита, так и фланцевых и вертикальных 7-го габарита стал серийным.
В 1960 году на заводе был создан отдел автоматизации и механизации производственных процессов, а при нём — участок механизации производства и экспериментальных работ. В шестидесятых годах были возведены административное здание, цех единой серии А02-5, цех кокильного литья. Были установлены современные автоматические линии, станки для высокоточной обработки деталей, механизированные сборочные конвейеры и разнообразные агрегатные установки. Автоматическая линия по обработке корпусов была изготовлена в Венгрии. Завод «Вольта» стал предприятием с самым высоким в Эстонской ССР уровнем автоматизации производственного процесса и первым электромашиностроительным заводом в СССР, на котором было освоено чугунное кокильное литьё в металлические формы на специальных автоматических линиях.
К 1961 году по выпуску электродвигателей 5-го габарита завод «Вольта» в Советском Союзе стал головным. Вместе с выпуском освоенных серий завод занимался изготовлением множества опытных образцов и проводил их испытания. За 1960 год 9 типов электродвигателей, выпускаемых заводом «Вольта», были отмечены медалями ВДНХ.

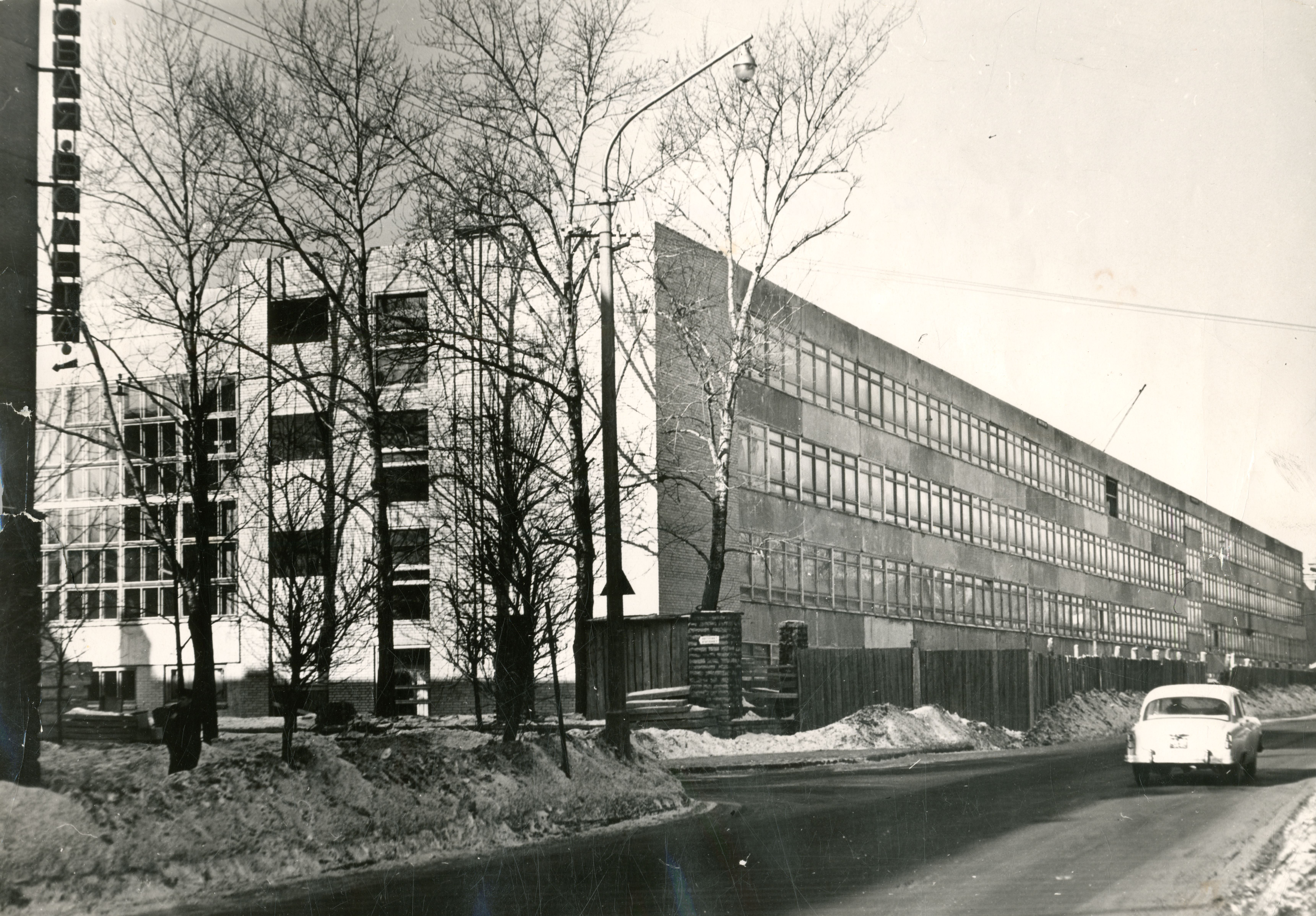
Строительство нового административного здания завода, 1965 год

В 1962 году завод начал серийный выпуск электродвигателей серии АОЛ, в 1963 году — серии АОЭ-5 с электромагнитным тормозом и специальной серии АОЛБ для привода машин для стрижки овец, а также высоковольтных разъединителей новой конструкции РЛНДА, дающих значительную экономию меди. Ни на один год не прекращалась работа по освоению производства более мощных, более экономичных и более долговечных электродвигателей.
В 1965 году заводом «Вольта» было выпущено 258 тысяч электродвигателей.
В 1976 году завод выпустил 25 % продукции со Знаком качества.
В 1978 году завод выпустил 313 285 электродвигателей переменного тока мощностью 0,25–100 кВт и 159 451 электродвигатель малой мощности.
Рост производства вызывал непрерывный рост заводского коллектива. Только с 1954 по 1962 год он увеличился почти в два раза. На 1 января 1979 года численность работников завода «Вольта» составляла 2725 человек. По численности работающих завод вошёл в пятёрку главных машиностроительных предприятий Эстонской ССР. Профессионально-технические училища в пополнении рядов заводского коллектива все годы его работы играли незначительную роль. Основной системой подготовки рабочих для завода служило индивидуальное и бригадное обучение. Наладчики и ремонтники обучались непосредственно на рабочем месте.
Расцвет завода пришёлся на конец 1970 — начало 1980-х годов. Марка завода была известна не только в Советском Союзе, но и за его пределами: продукция экспортировалась в 60 стран мира.
В 1980 году было произведено 309,2 тысяч электродвигателей переменного тока с высотой оси вращения 63–450 мм, в 1985 году — 285,9 тыс. шт., в 1990 году — 204,7 тыс. шт.. В 1986 году завод начал переход на производство новой серии электродвигателей — АИ, которые отличались меньшим весом и металлоёмкостью и большей надёжностью.
В отдельные годы своей истории завод производил такие товары бытового назначения, как электроутюг с терморегулятором, электрорадиаторы, электровафельницы.
В 1989 году завод отметил 90-летие своей истории праздничными мероприятиями и выпуском юбилейного значка.
В марте 1990 года на заводе торжественно отметили выпуск 10-миллионного электродвигателя, который установили на постаменте на заводской проходной (27 лет спустя этот двигатель, покрытый позолотой, украсил холл жилого дома, построенного на месте одного из заводских корпусов).
На заводе работали Герои Социалистического Труда Эндель Ардула и Надежда Оясаар.

### C 1991 года

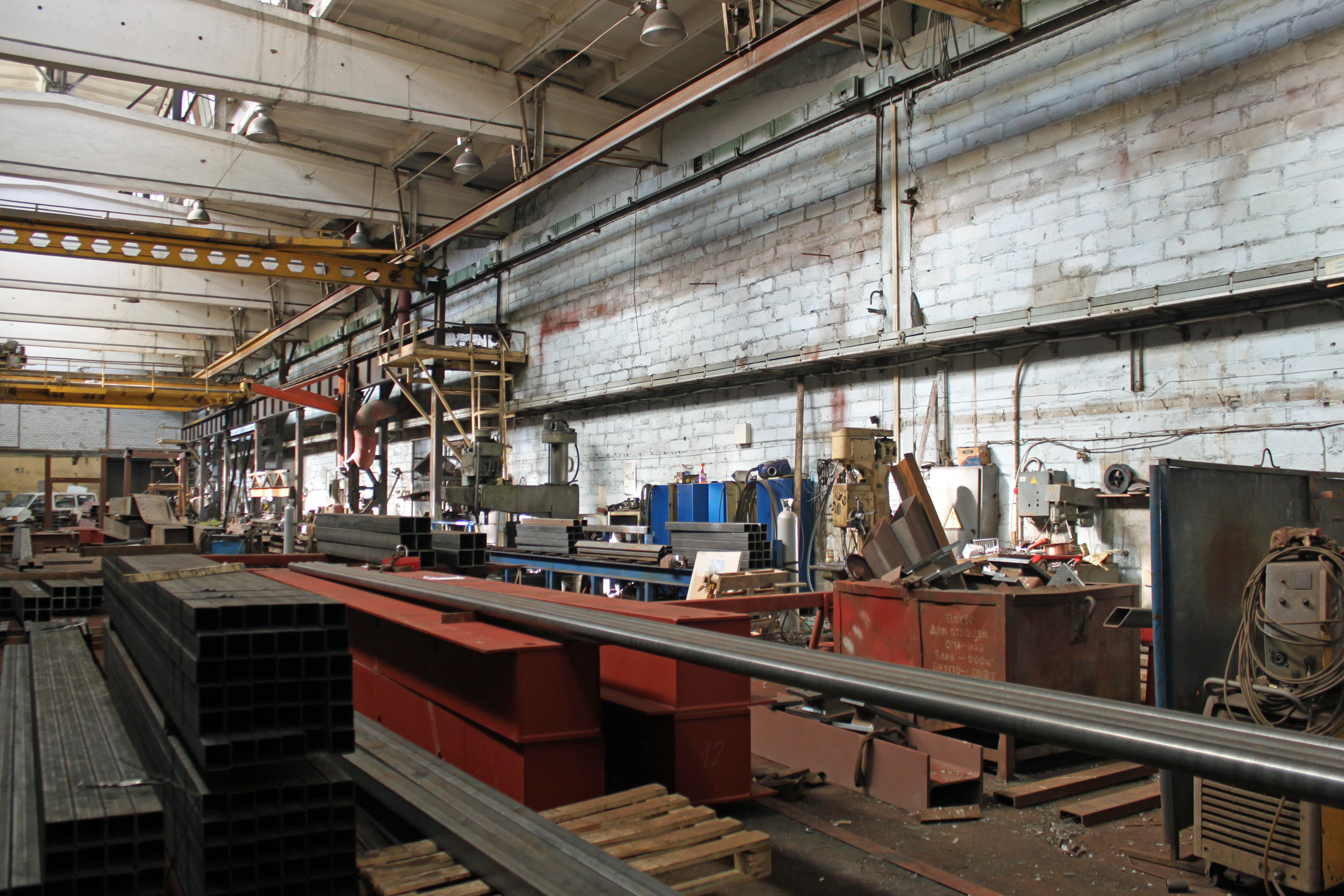
Бывший цех автоматических линий по производству валов электродвигателей, 2017 год

После восстановления независимости Эстонии в 1991 году завод «Вольта» стал государственным акционерным обществом. Однако нарушение производственных цепочек в результате распада СССР и как следствие резкое и многократное уменьшение объёма заказов из России привело к полному упадку предприятия. В 1994 году «Эстонское приватизационное агентство» заключило с компанией Ravori Investeeringute AS договор о купле-продаже имущества и долговых обязательствах Государственного АО «Вольта». В 1995 году было создано ООО «Вольта Киннистуд» (Volta Kinnistute OÜ), основной задачей которого стало управление недвижимостью бывшего завода.
Согласно данным Департамента статистики Эстонии, в 1997 году в Эстонии было произведено всего 600 электродвигателей. С 1998 по 2005 год не было произведено ни одного электродвигателя.
В 1998 году Ravori Investeeringute AS поменяло своё название на Elektrimasinaehituse AS (АО «Электромашиностроение»).
В 1999 году часть заводских площадей сдавалась в аренду мебельному магазину, фирме по металлообработке и другим организациям. В начале 2000-х годов АО «Электромашиностроение» занималось только ремонтом электродвигателей, производства не было.

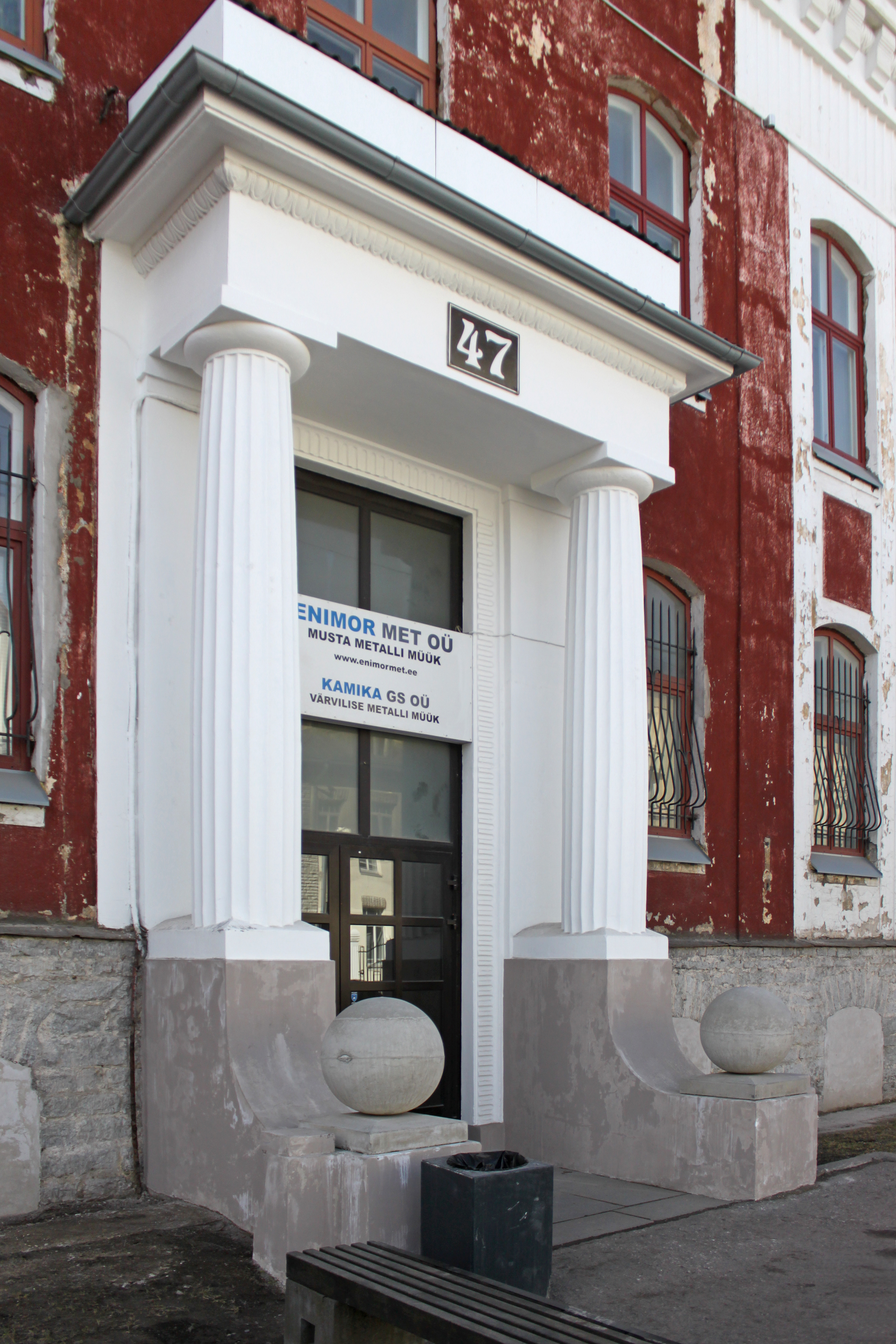
Вход в старое здание заводской администрации, 2017 год

В 2003 году акционерное общество «Электромашиностроение» (Elektrimasinaehituse AS) начало имущественный спор с компанией Electrolux о принадлежности торговой марки «VOLTA» — и выиграло дело. В том же году предприятие официально поменяло своё название на Aktiaselts Volta (акционерное общество «Вольта»). Изначально это был концерн, в состав которого входило электромеханическое предприятие Osaühing Volta (ООО «Вольта»), а также ещё два предприятия, одно из которых занималось управлением бывшей «вольтовской» недвижимостью, а второе обеспечивало уход за её электро- и газовыми системами. Численность работников концерна в 2015 году составила 47 человек.
С 1 сентября 2016 года Volta AS стал называться Volta OÜ. Предприятие считает себя историческим преемником погибшего промышленного гиганта, однако численность его работников в 2015 году составила всего 23 человека, в 2017 году — 6 человек, по состоянию на 30 сентября 2023 года — 5 человек. Торговый оборот в 2022 году составил 278 тыс. евро. Согласно бизнес-регистру, основным видом деятельности предприятия является сдача в аренду и управление собственной или арендованной недвижимостью.
Некоторые помещения бывшего завода занимают сейчас и другие малые предприятия с численностью работников менее 30 человек. Но большинство разрушенных цехов весной 2017 года ещё ждали новых владельцев и девелоперов. В развалинах литейного цеха даже вырос густой лесок; высота тонкоствольных деревьев достигала 5—6 метров.
В апреле 2020 года, во время пандемии коронавируса COVID-19, дочернее предприятие Volta OÜ — Volta Lumen OÜ — в срочном порядке стало производить многоразовые защитные лицевые экраны. По словам руководителя технического отдела предприятия, они подходят как медицинским работникам, так и магазинным кассирам и охранникам. Объём производства в том месяце достигал 3 000 штук в день, при высоком спросе производительность можно было бы увеличить более чем в 40 раз.

## Директора завода «Вольта» в 1901—1994 годах
- Эдвин Генкель
- Э. Лундквист (E. Lundkvist)
- Г. Гофман
- Михаил Плотников
- Карл Штарк
- Артур Алу (Artur Alu)
- Иоханнес Хейль
- И. В. Верба
- Михаил Тихонович Печенев
- Т. Мазинг (T. Masing)
- Михаил Беляков
- Валентин Андреевич Харитонов
- Николай В. Катаев

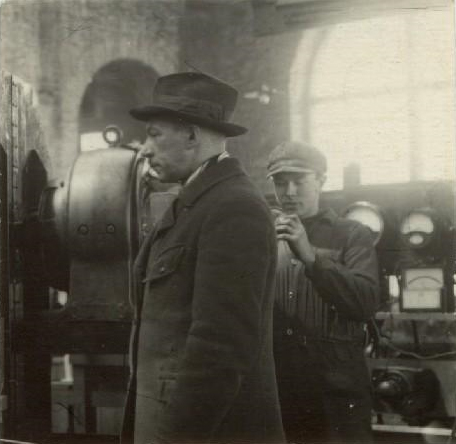
Управляющий мастерскими АО «Вольта» Константин Кронберг, 1925—1930 годы

- Олег Григорьевич Бенбик (1939–2014)
- О. Г. Коробов
- Владимир Александрович Александров
- Юрий Михайлович Данилов

## Галерея

Территория и бывшие здания завода «Вольта» в 2017 году
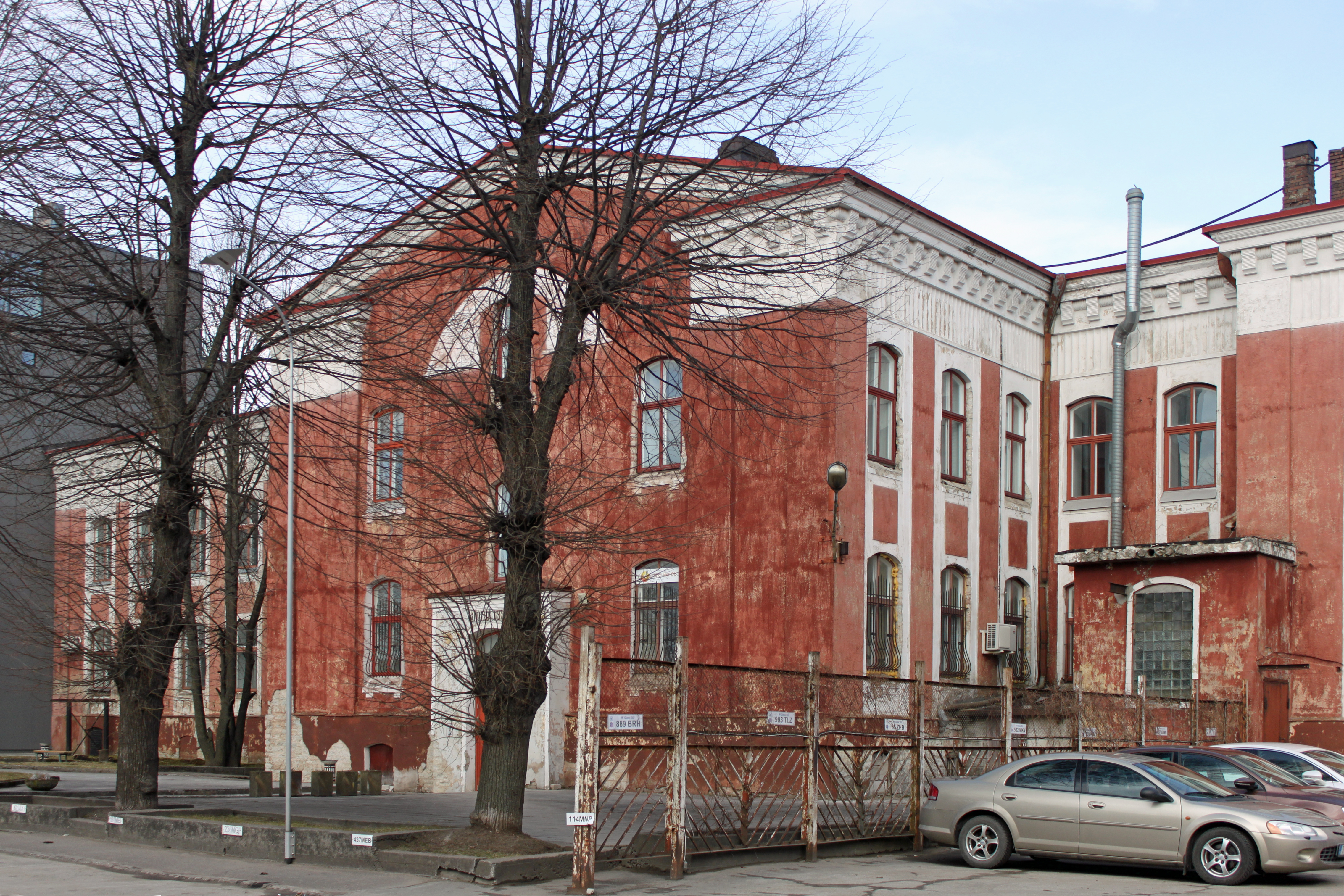
Старое здание администрации (отреставрировано в 2024 году)
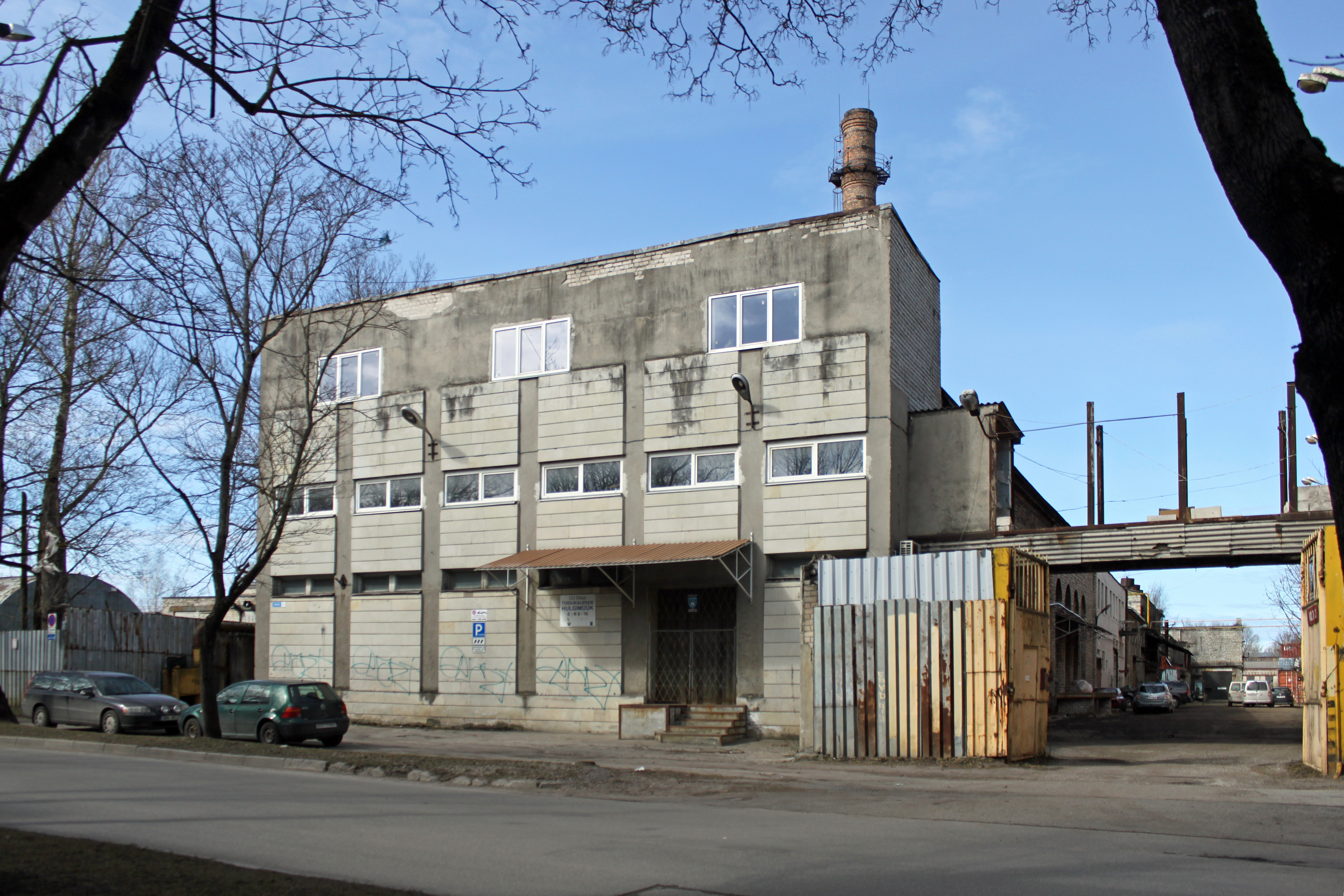
Заводская столовая
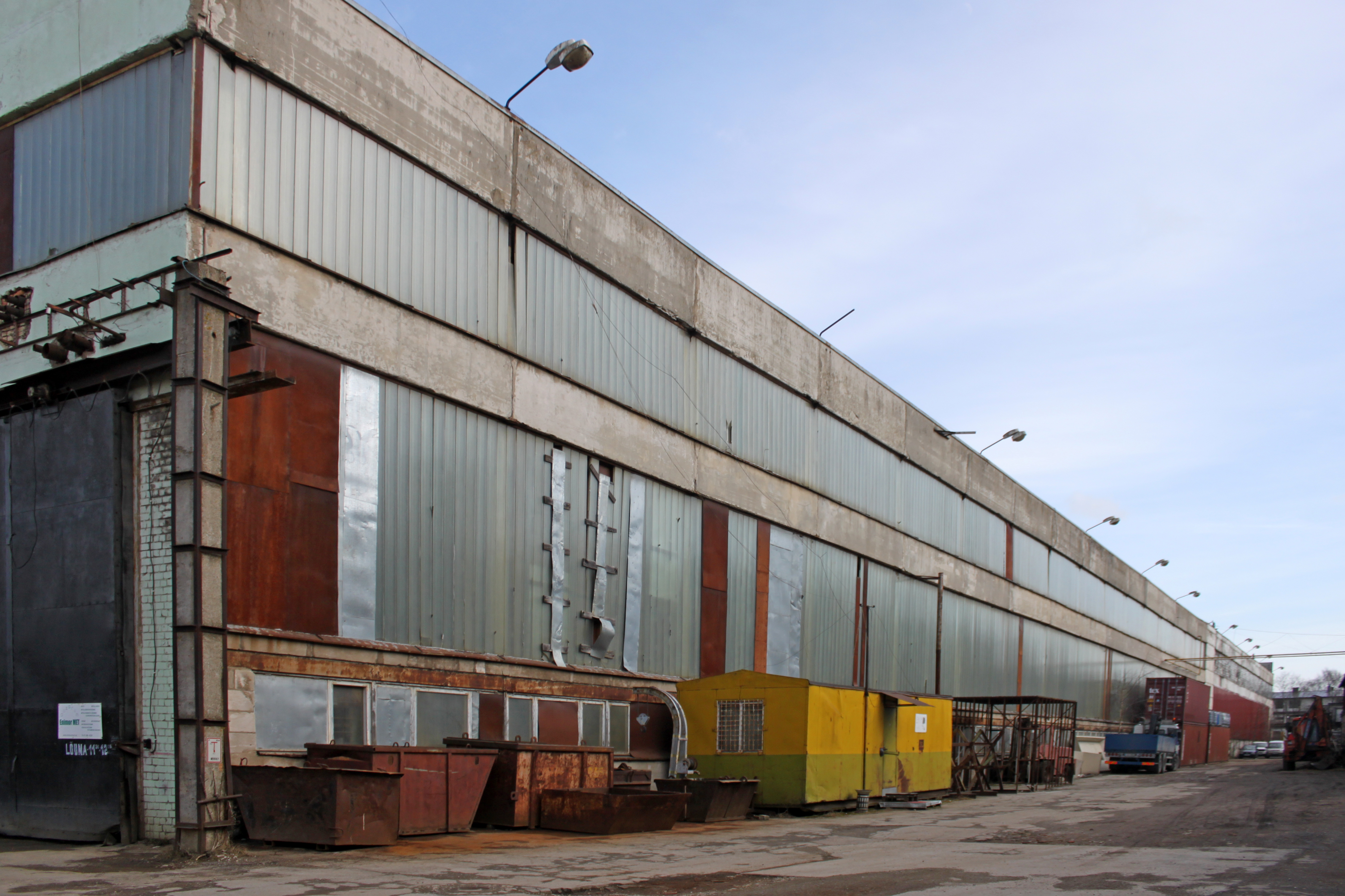
Штамповочный цех
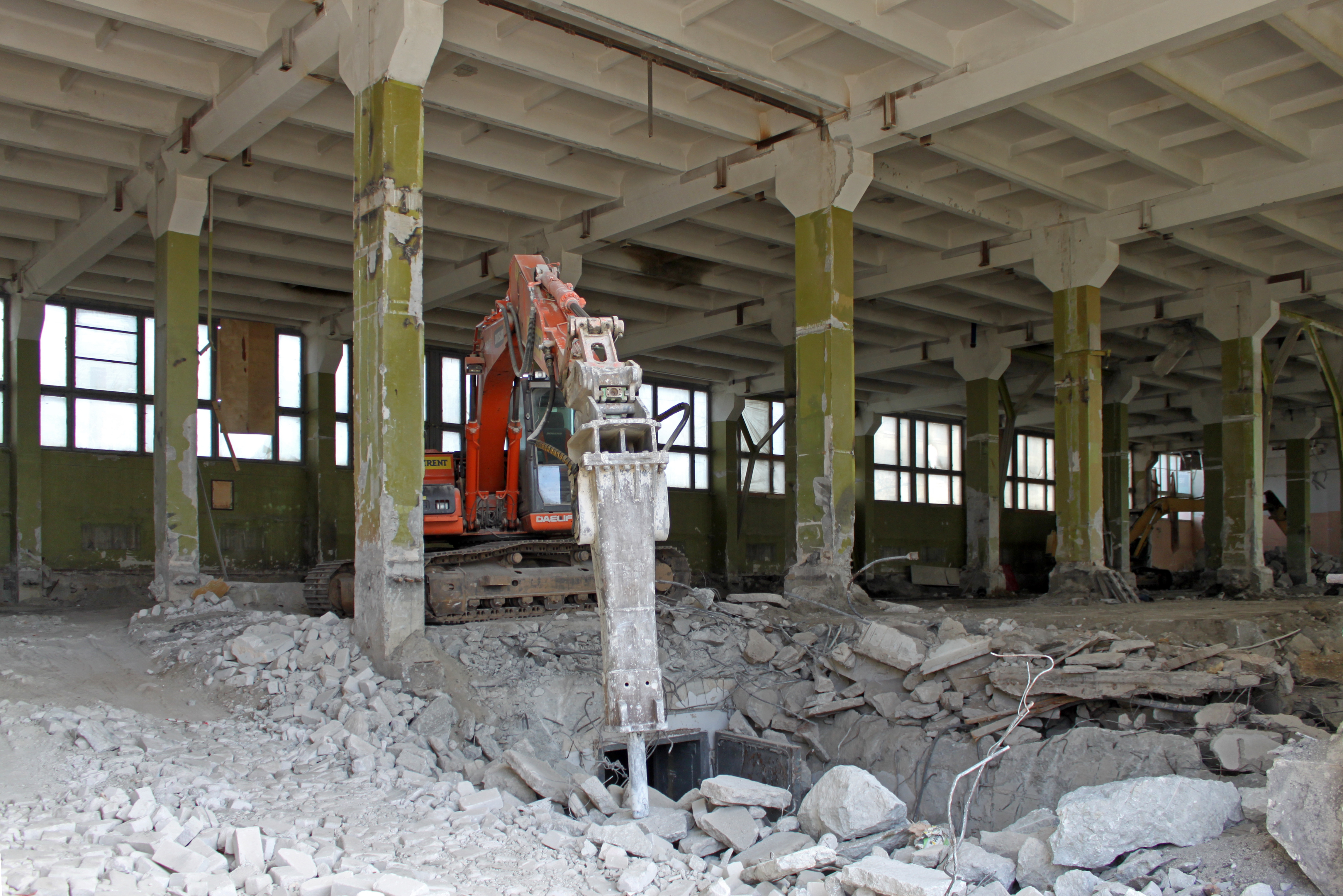
Снос цеха обмотки
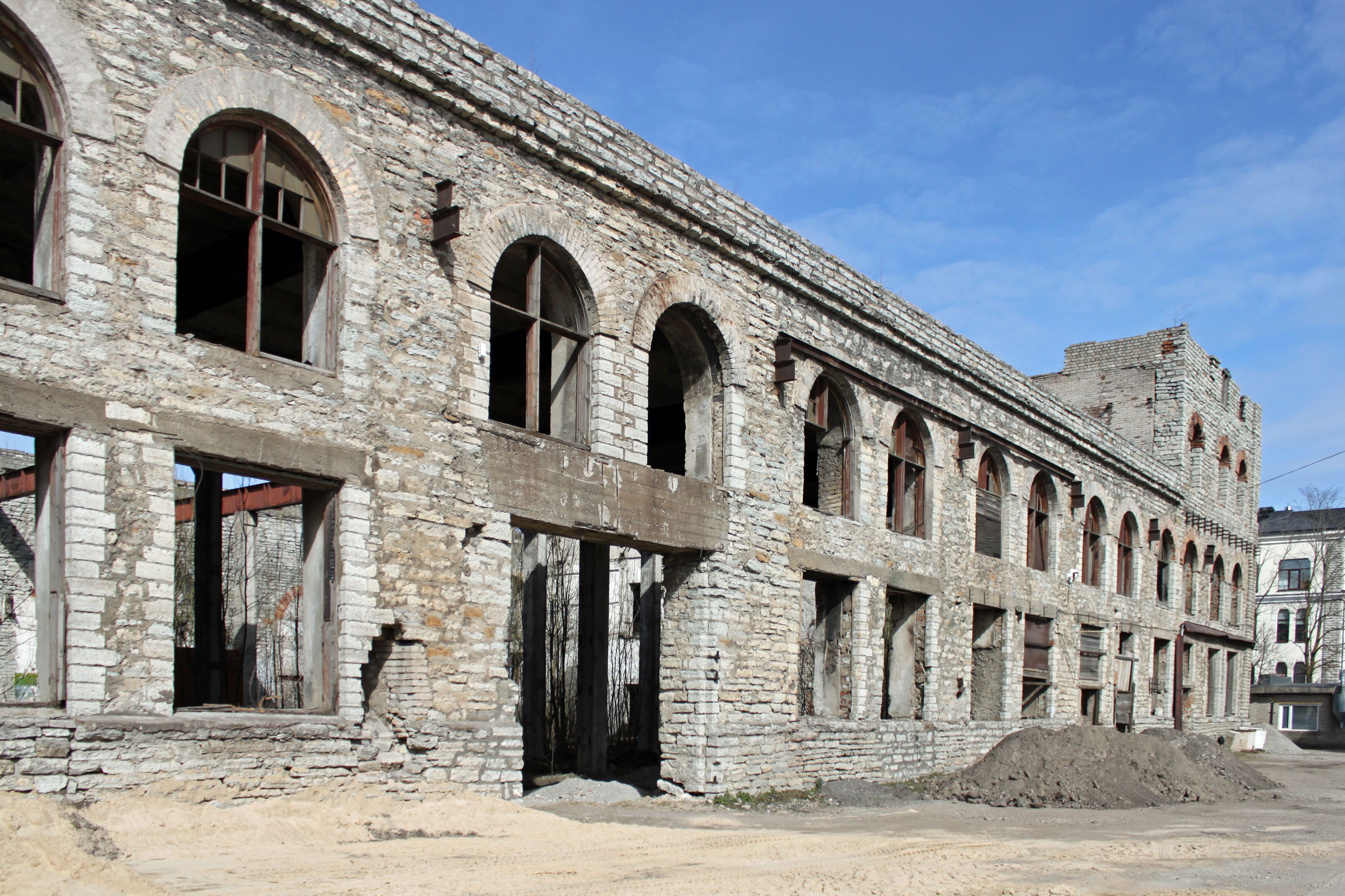
Руины литейного цеха
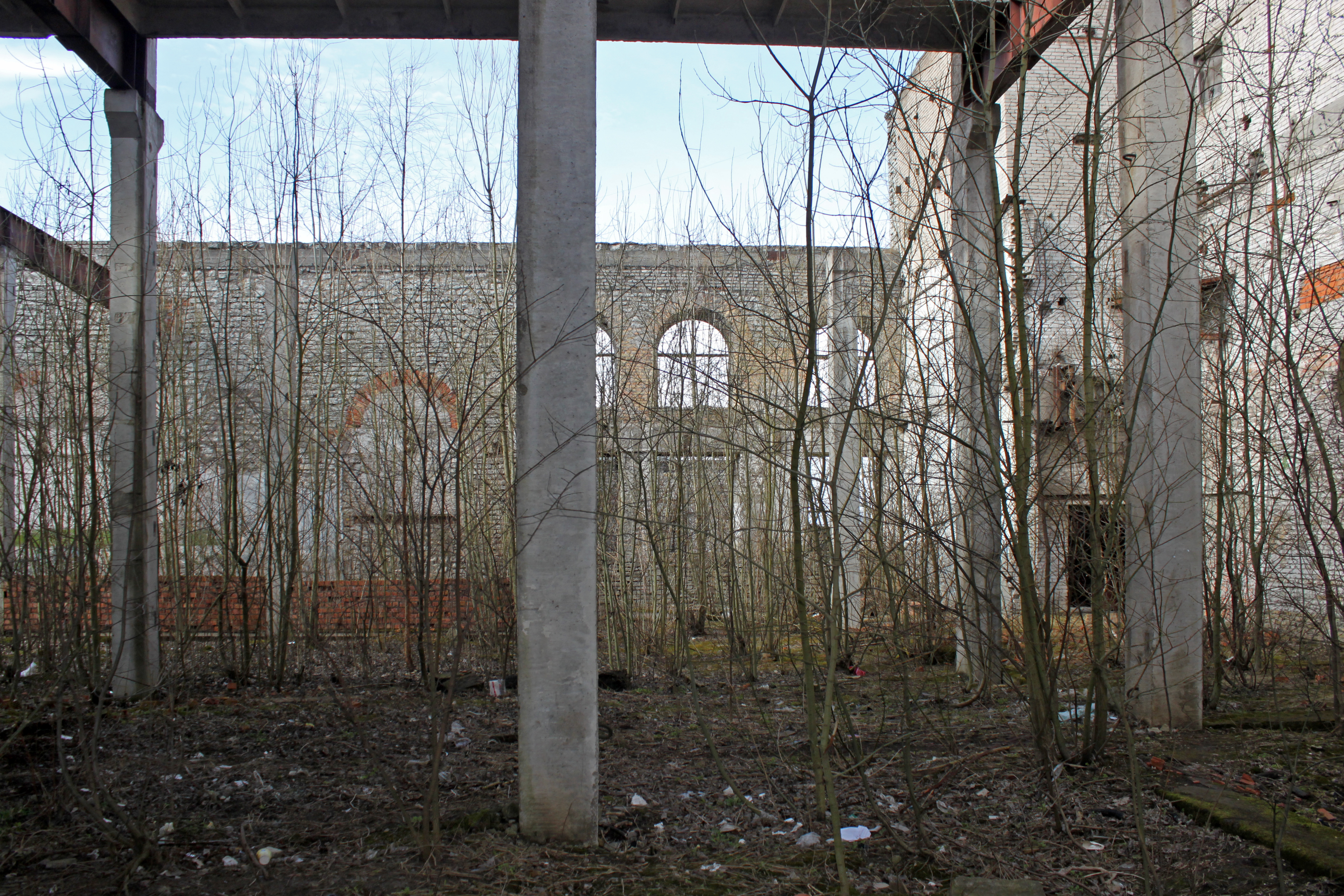
Бывший литейный цех
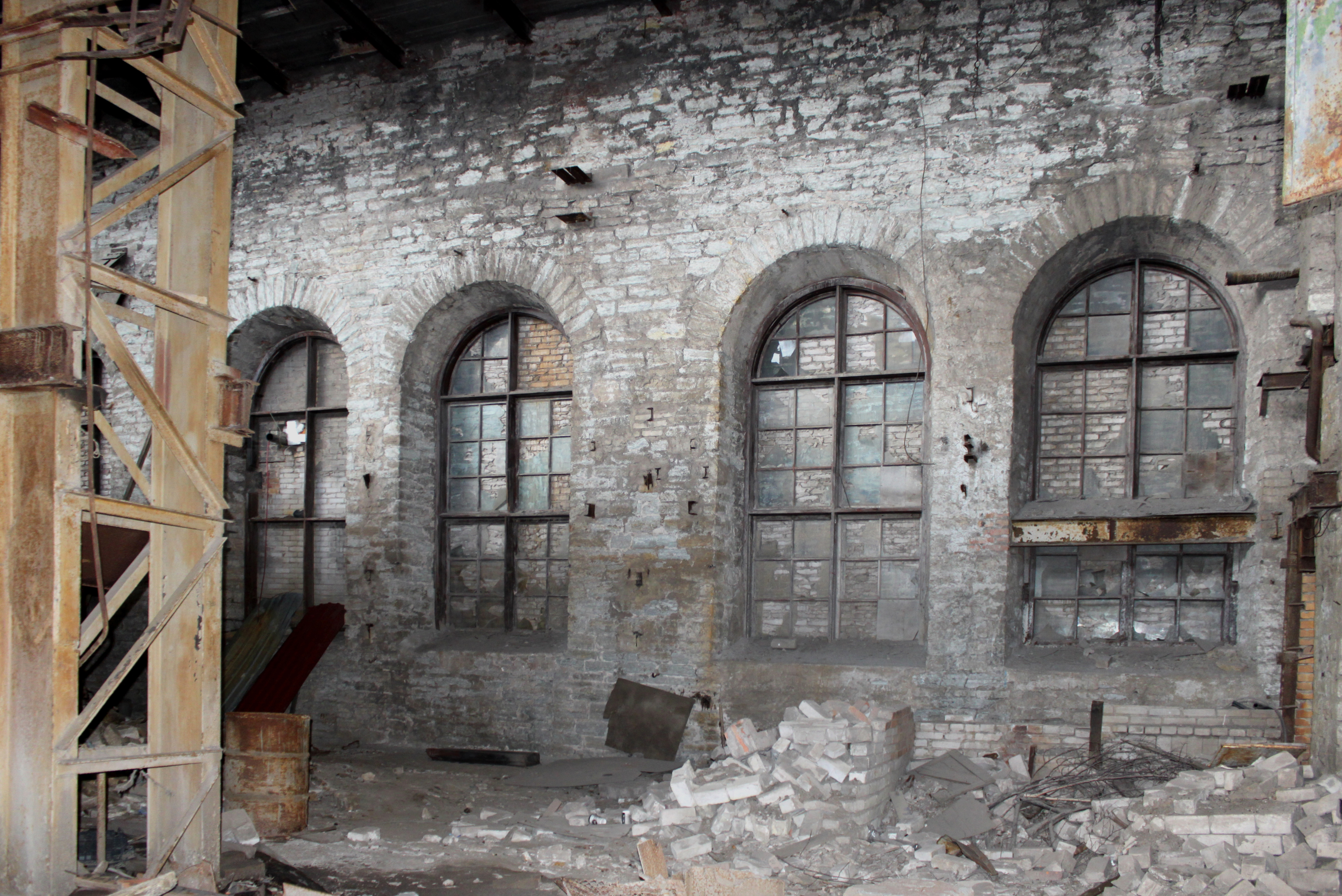
Руины завода
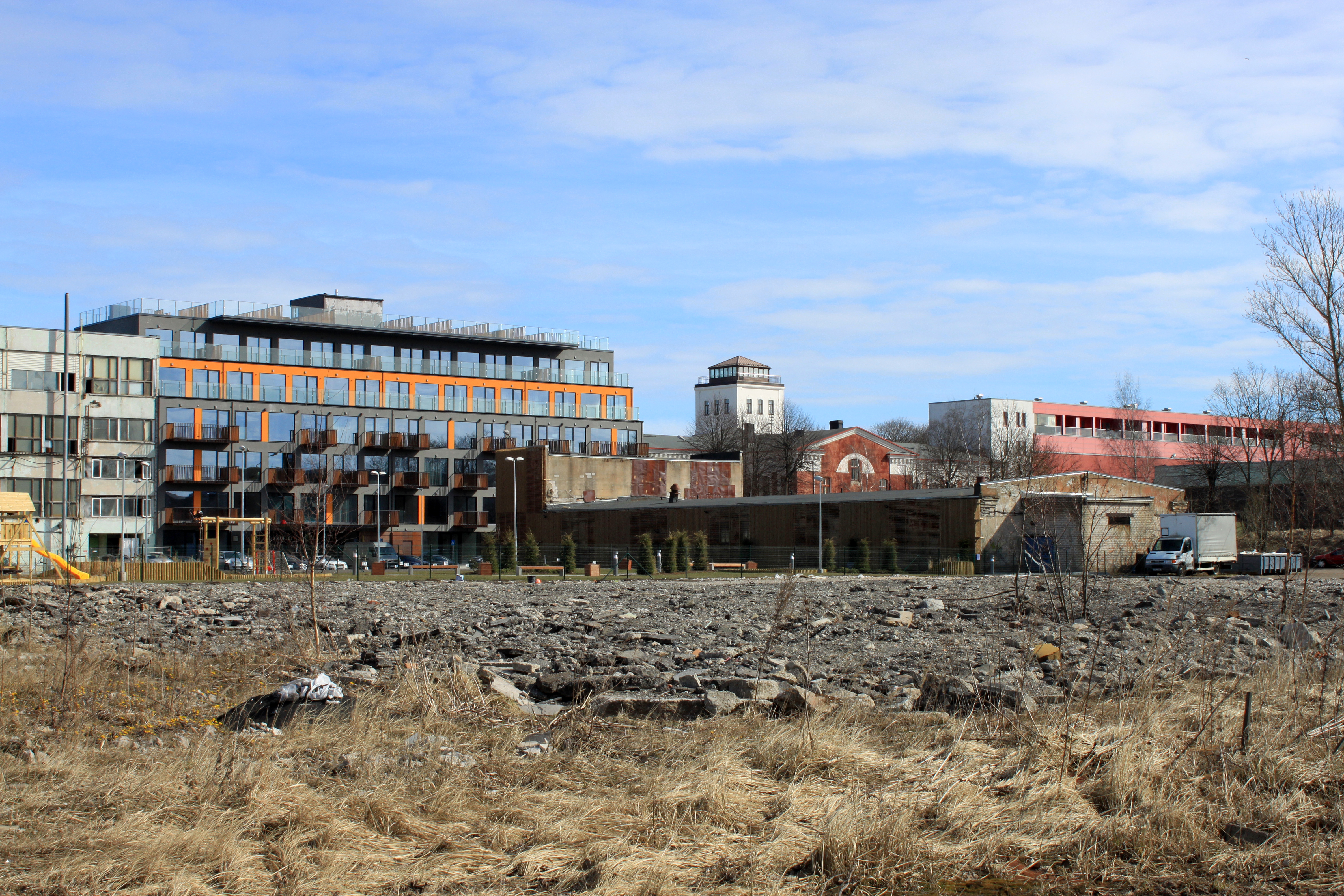
Возведение жилого квартала на бывшей территории завода

## Жилые дома и бытовые строения завода «Вольта»

Жилой дом на улице Вабрику, построенный заводом «Вольта» в 1958 году

Бывшее общежитие завода «Вольта» на ул. Минги (в 1984-1992 годах ул. Мути 30)

На момент окончания второй мировой войны завод имел четыре небольших деревянных дома, в которых жили семьи 35 работников завода, позже было переоборудовано под жильё некоторые складские помещения для ещё 36 семей. В 1947 году было закончено восстановление пострадавшего от войны заводского жилого дома на 18 квартир по улице Куу (ныне улица Кеск-Амеэрика). В 1948 году была построена заводская столовая. 1 января 1951 года при заводе открылся детский сад. В 1952 году новое помещение получил медицинский пункт. Врач и две медицинские сестры работали там с 9 утра до 8 вечера. В 1952 году было закончено строительство стоквартирного жилого дома на улице Тёэстузе. К этому же времени работники завода справили новоселье ещё в двух домах по улице Куу. В 1958 году недалеко от железнодорожного вокзала Таллина, на улице Кясперти (ныне улица Вабрику — Фабричная) был возведён большой пятиэтажный угловой дом в стиле сталинской архитектуры. Жильё в этом доме сейчас считается элитным. В те же годы было построено общежитие по адресу улица Эндла, 31.
В 1985 году в таллинском районе Мустамяэ были построены общежитие для молодых семей по адресу улица Мути 30 (сейчас это улица Минги 5), и одноподъездный пятиэтажный дом по адресу улица Моони 115. В строительстве этих объектов активное участие принимали и работники завода. В 1992 году заводские общежития были перестроены в квартирные дома и приватизированы их жильцами.

## Квартал «Вольта»

Новый жилой дом на месте заводского корпуса и бывшее старое здание заводской администрации, 2017 год

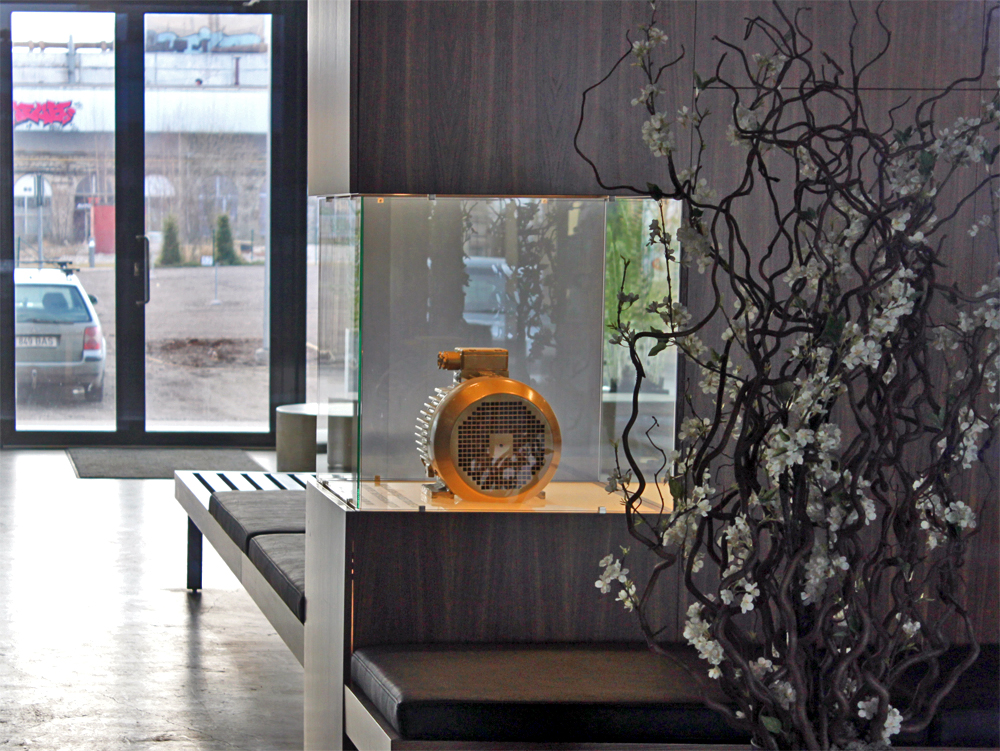
«Позолоченный» мотор производства завода «Вольта» под стеклом в холле жилого дома квартала «Вольта»

На месте административного корпуса завода, построенного в 1965 году, в 2010 году был возведён жилой дом (лофт) «Volta», на первом этаже которого разместились кафе и небольшие магазины. На месте здания, в котором находилась заводская проходная, отдел кадров и клуб, в начале 2017 года было закончено строительство шестиэтажного жилого дома под названием «47B Loftid». Девелопером выступила фирма «Endover OÜ» (до 8 июня 2022 года —  «Endover KVBOÜ»). Архитектурный проект и внутренняя отделка квартир нового дома были вдохновлены промышленной архитектурой Нью-Йорка, зданиями, приспособленными под жилые помещения, где сочетаются новое и старое, элегантное и индустриальное. Здание имеет уникальные террасы на крыше с видами на море, Старый город и деловой центр Таллина. В фойе, напротив помещения консьержа, под стеклом разместился покрытый золотой краской мотор Volta, который раньше стоял на заводской проходной.
В 2018 году на месте бывшего цеха обмотки завода «Вольта» фирма «Endover» возвела ещё один лофт. Новый жилой дом получил название «Volta Residentsid», стоимость трёхкомнатной квартиры площадью 71,8 м² в нём составила  320—350 тыс. евро. В 2024 году капитальной реконструкции  подверглось историческое административное здание завода. Оно получило название «Volta Villa», и в нём были созданы элегантные квартиры с 2–4 спальнями. К весне 2025 года была застроена бо́льшая часть территории бывшего завода, получившая название квартал «Вольта» (Volta kvartal).

## Статьи и публикации
- Э. Альперович. Ускорение // «Молодёжь Эстонии» : Газета. — 1986. — 10 января.
- Толстиков, Ярослав. «Вольта»: от завода к мастерской. Молодёжь Эстонии (26 сентября 2002).
- На месте бывшего завода «Вольта». Tallinn (9 апреля 2014).
- Грустный юбилей былого гиганта… Статья в газете «Молодёжь Эстонии», 9 февраля 1999 г.